# Oederastria
Oederastria là một chi bướm đêm thuộc họ Noctuidae.